# Mid Nordic Film Region
Mid Nordic Film Region är en svensk-norsk samarbetsorganisation för filmproduktion, startad i juni 2008 med säte i Östersund och Trondheim.
Mid Nordic Film Region startade 2008 som ett EU-finansierat interreg-projekt i samverkan med länsstyrelsen i Jämtlands län i Sverige och södra och norra Trøndelag i Norge. Dess syfte är att fungera som en kontakt- och samarbetspart för utveckling av filmverksamhet i de berörda regionerna och att i likhet med andra liknande filmregion-satsningar i Norden och Europa söka attrahera och bistå utländska filmproduktioner att förlägga inspelningar till regionen och dess miljöer. I Trondheim finns också Midtnorsk Filmsenter och Filmfond för produktioner i den norska regionen och i Östersund finns Filmpool Jämtland. Man har också ett medarbetarregister för regionen. Mid Nordic Film Region utgör också en av de fem filmregionparterna bakom Sweden Film Commission för lansering av Sverige som inspelningsplats och samarbetspart. 
Regionsatsningen fick uppmärksamhet, då George Clooney valde att spela in delar av sin storfilm The American i trakterna kring Östersund i början av 2010.

## Filmpool Jämtland
Filmpool Jämtland i Östersund är en del av Länskulturen i Regionförbundet Jämtlands län och har sedan starten 1976 bedrivit verksamhet för att utveckla och stödja filmverksamheten i Jämtlands län, att bistå med information, samordning, utveckling för unga filmare, viss utbildning, teknikstöd och delfinansiering av filmer, såväl dokumentärfilm som spelfilm, kort som lång. De bedriver också viss visningsverksamhet och ett mindre filmarkiv.
Många filmer av olika slag har gjorts i regionen och visats på TV eller biografer. Bland de senare större produktionerna finns Daniel Alfredsons Varg (2008).